# Публий Вителий Стари
Публий Вителий Стари (на латински: Publius Vitellius the Elder) е римлянин от 1 век пр.н.е. Той е дядо на император Авъл Вителий.

## Биография
Произлиза от фамилията Вителии от Луцера в Апулия. Той е син на Квинт Вителий.
Според Тацит фамилията произлиза от бог Фаунус и Вителия, според Касий Север фамилията произлиза от един освободен, който поправя обувки.
Публий Вителий e квестор, управител, прокуратор при Август.

## Деца
Той има четирима сина:
- Квинт, квестор
- Публий, претор
- Авъл, консул 32 г.
- Луций, консул 34 г. и баща на император Авъл и Луций, консул 48 г.